# 蒂尼奥西略斯
蒂尼奥西略斯，是西班牙卡斯蒂利亚-莱昂阿维拉省的一个市镇。总面积27平方公里，总人口795人（2001年），人口密度29人/平方公里。